# Ljuboslav Penev
Lyuboslav Mladenov Penev (bug. Любослав Пенев) (Dobrič, Bugarska, 31. kolovoza 1966.) je bugarski nogometni trener te bivši nogometaš i nacionalni reprezentativac. Karijeru je započeo u CSKA Sofiji. Za njih je debitirao 1984. sa samo 18 godina. S CSKA dvaputa osvaja bugarsku ligu (1987. i 1989.) i tri puta Bugarski kup (1987., 1988., 1989.). Također je 1988. izabran za najboljeg bugarskog nogometaša godine.
Kada je u Bugarskoj postao zvijezda svoje momčadi odlučio se je na odlazak u španjolsku ligu. U Primeri je igrao za četiri različita kluba: Valenciu, Atlético Madrid, SD Compostelu i Celtu Vigo. Vrhunac karijere mu je bio u sezoni 1995./1996. kada s Atléticom osvaja španjolsku ligu i kup. Penev je u toj sezoni ukupno odigrao 44 utakmice i zabio 22 pogotka. 
S bugarskom reprezentacijom nastupio je na Euru 1996. u Engleskoj te Svjetskom prvenstvu 1998. u Francuskoj.

## Vanjske poveznice
- Profile na BDFutbol.com